# Eucorydia aenea
Eucorydia aenea är en kackerlacksart som först beskrevs av Max Beier 1963.  Eucorydia aenea ingår i släktet Eucorydia och familjen Polyphagidae.

## Underarter
Arten delas in i följande underarter:
- E. a. aenea
- E. a. dasytoides
- E. a. plagiata